# Jonathan Bomarito

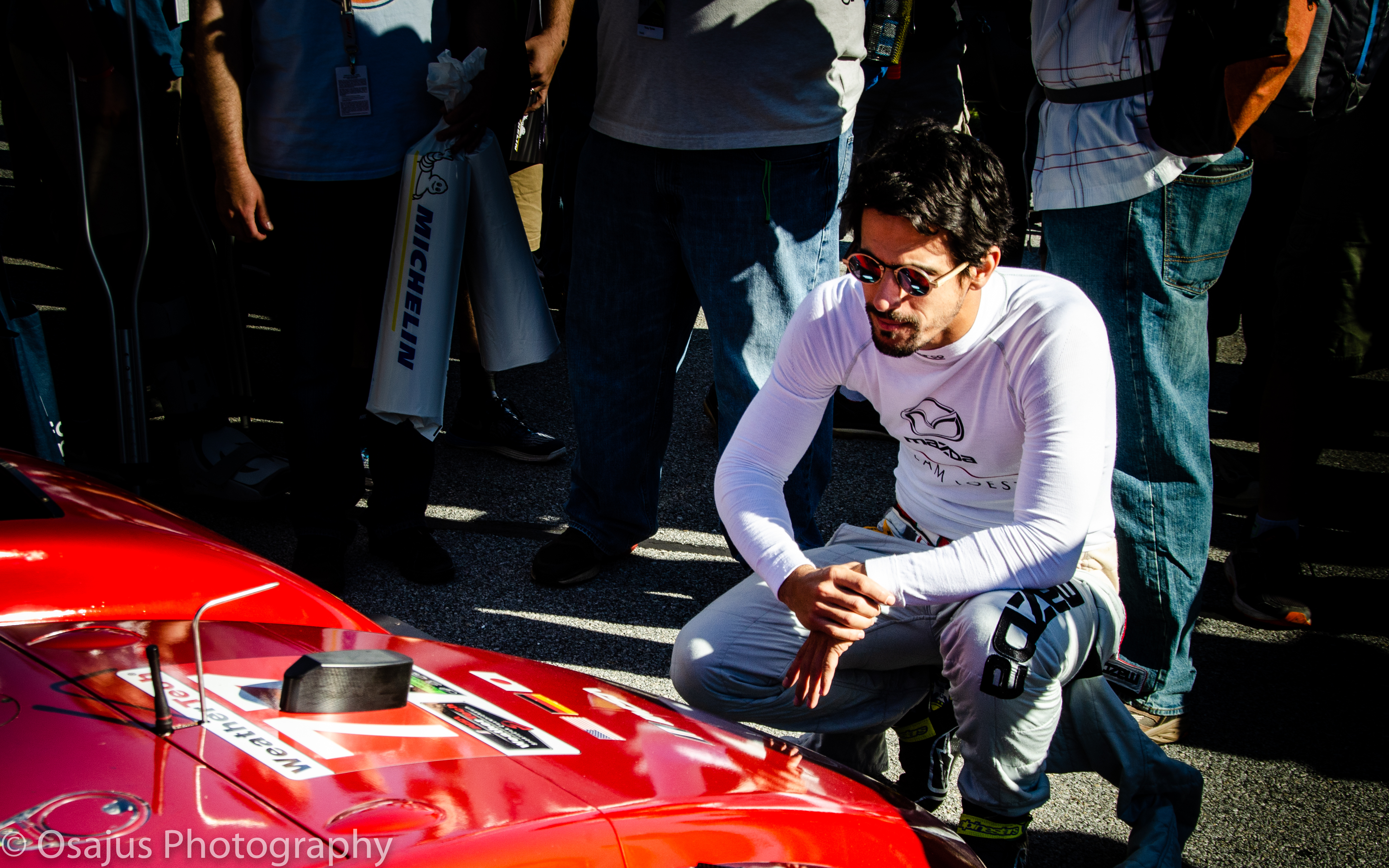
Jonathan Bomarito, 2018

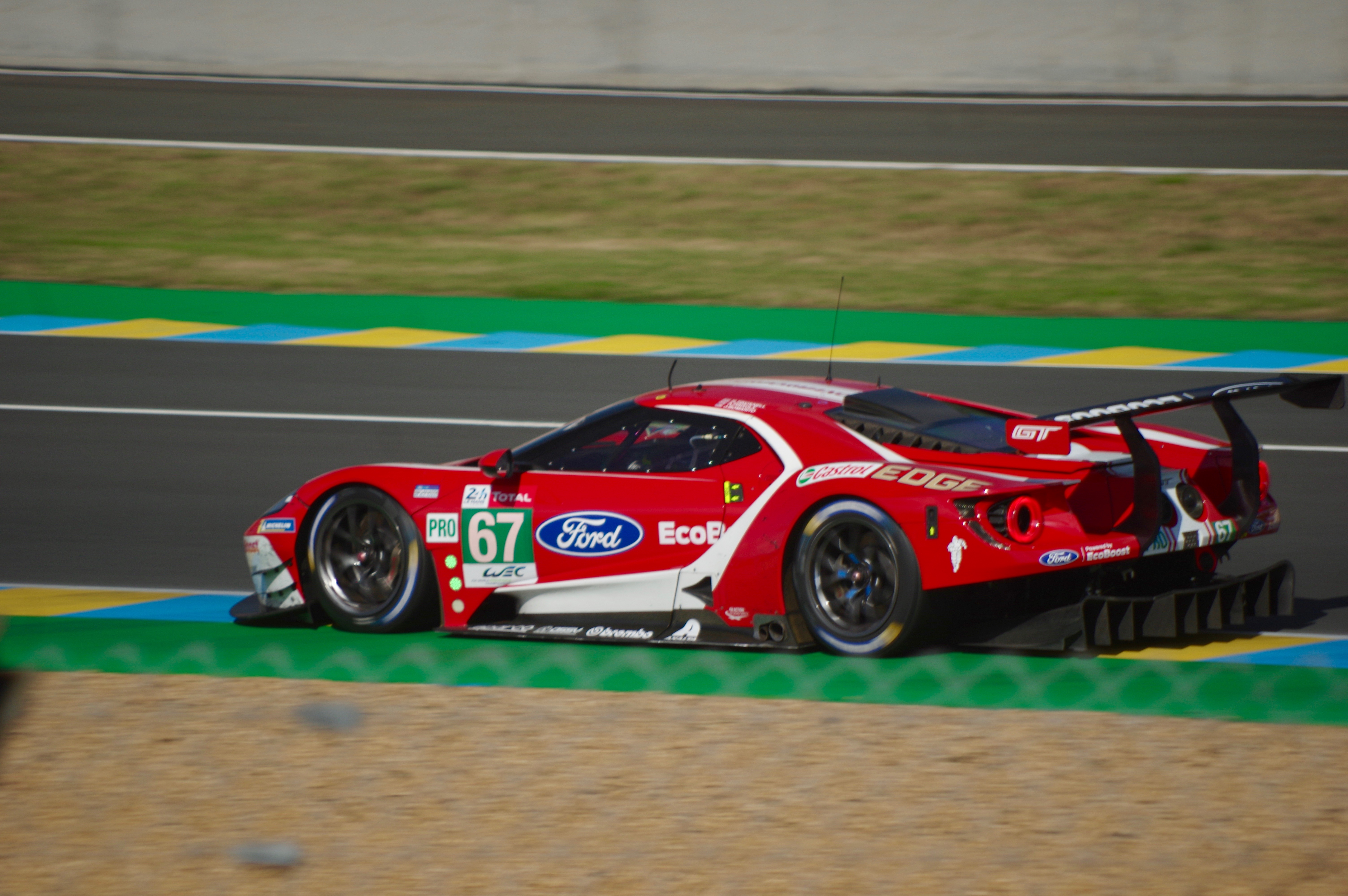
Der Ford GT von Harry Tincknell, Andy Priaulx und Jonathan Bomarito beim 24-Stunden-Rennen von Le Mans 2019

Jonathan Lewis Bomarito (* 23. Januar 1982 in Monterey, Kalifornien) ist ein US-amerikanischer Autorennfahrer.

## Karriere
Nach einigen Erfolgen im Kartsport sowie einem zweijährigen Engagement im Grand-Am Cup, wechselte Bomarito 2003 in die U.S.-F2000-Meisterschaft USA und gewann direkt den Titel in der Serie. Im nächsten Jahr trat er in der Atlantic Championship an und wurde am Ende der Saison neunter. In seiner zweiten Saison (2006) gewann er schließlich sein erstes Rennen und wurde fünfter in der Gesamtwertung. Diese Meisterschaftsplatzierung konnte er auch 2007 erreichen, zudem erzielte er einen Sieg in San José. 2008 wurde er schließlich Vizemeister, in dieser Saison sammelte er zudem drei Siege. Zudem nahm er in den Jahren 2005, 2008 und 2009 am 24-Stunden-Rennen von Daytona teil.
2010 wurde Bomarito fest in der Rolex Sports Car Series an und fuhr einen Mazda RX-8 in der GT-Klasse. Er sammelte zwei Siege (einer davon war ein beim 24-Stunden-Rennen von Daytona) und fünf Podien. Diese Leistungen brachten ihm am den vierten Rang in der Meisterschaftswertung ein. In den beiden folgenden Jahren wurde er zweimal fünfter in der Gesamtklassifikation, mit je einem Sieg und 4 Podien. Außerdem nahm er 2012 mit einem Dodge Viper GTS am Petit Le Mans teil.
2013 erlangte er den Status eines SRT-Werksfahrers in der American Le Mans Series. Sein Einsatzfahrzeug war eine SRT Viper GTS-R, und sein Teamkollege wurde Kuno Wittmer. Die beiden konnten zwei Podien einfahren, was ihnen am Ende den 13. Gesamtrang in der GT-Klasse bescherte. Außerdem traten sie, zusammen mit Tommy Kendall, beim 24-Stunden-Rennen von Le Mans an, wobei sie den neunten Platz in ihrer Klasse erreichten. Bomarito blieb dem Team auch in der Saison 2014, nun in der United SportsCar Championship, erhalten. Zusammen mit Wittmer, der ihm weiter als Teamkollege zur Seite stand, konnte er zwei Siege einfahren: einen auf dem Indianapolis Motor Speedway und einen auf dem Circuit of The Americas.

## Statistik

### Le-Mans-Ergebnisse
| Jahr | Team                        | Fahrzeug        | Teamkollege     | Teamkollege  | Platzierung | Ausfallgrund |
| ---- | --------------------------- | --------------- | --------------- | ------------ | ----------- | ------------ |
| 2013 | SRT Motorsports             | SRT Viper GTS-R | Tommy Kendall   | Kuno Wittmer | Rang 31     |              |
| 2019 | Ford Chip Ganassi Racing UK | Ford GT         | Harry Tincknell | Andy Priaulx | Rang 23     |              |

### Sebring-Ergebnisse
| Jahr | Team                      | Fahrzeug        | Teamkollege      | Teamkollege     | Platzierung | Ausfallgrund |
| ---- | ------------------------- | --------------- | ---------------- | --------------- | ----------- | ------------ |
| 2013 | SRT Motorsports           | SRT Viper GTS-R | Tommy Kendall    | Kuno Wittmer    | Rang 33     |              |
| 2014 | SRT Motorsports           | SRT Viper GTS-R | Rob Bell         | Kuno Wittmer    | Rang 13     |              |
| 2015 | SpeedSource               | Mazda Prototype | Sylvain Tremblay | Tristian Nunez  | Ausfall     | Motorschaden |
| 2016 | Mazda Motorsports         | Lola B12/80     | Spencer Pigot    | Tristan Nunez   | Rang 6      |              |
| 2017 | Mazda Motorsports         | Mazda DPi       | Spencer Pigot    | Tristan Nunez   | Rang 29     |              |
| 2018 | Mazda Team Joest          | Mazda RT24-P    | Spencer Pigot    | Harry Tincknell | Rang 6      |              |
| 2019 | Mazda Team Joest          | Mazda RT24-P    | Olivier Pla      | Harry Tincknell | Rang 6      |              |
| 2020 | Mazda Motorsports         | Mazda RT24-P    | Ryan Hunter-Reay | Harry Tincknell | Gesamtsieg  |              |
| 2021 | Mazda Motorsports         | Mazda RT24-P    | Oliver Jarvis    | Harry Tincknell | Rang 2      |              |
| 2022 | PR1 Mathiasen Motorsports | Oreca 07        | Josh Pierson     | Steven Thomas   | Rang 10     |              |

### Einzelergebnisse in der FIA-Langstrecken-Weltmeisterschaft
| Saison  | Team                | Rennwagen       | 1   | 2   | 3   | 4   | 5   | 6   | 7   | 8   |
| ------- | ------------------- | --------------- | --- | --- | --- | --- | --- | --- | --- | --- |
| 2013    | SRT Motorsports     | SRT Viper GTS-R | SIL | SPA | LEM | SAO | AUS | FUJ | SHA | BAH |
| 2013    | SRT Motorsports     | SRT Viper GTS-R | 31  |     |     |     |     |     |     |     |
| 2018/19 | Chip Ganassi Racing | Ford GT         | SPA | LEM | SIL | FUJ | SHA | SEB | SPA | LEM |
| 2018/19 | Chip Ganassi Racing | Ford GT         |     |     |     |     |     | 12  |     | 23  |